# Agdistis bigoti
Agdistis bigoti là một loài bướm đêm thuộc họ Pterophoridae. Loài này có ở Crete.
Sải cánh dài 24–26 mm. Cánh trước màu xám, cánh sau cũng vật dù sáng hơn.